# Berde Zoltán
Berde Zoltán (Fotosmartonos, 1930. február 9. – Sepsiszentgyörgy, 2005. október 29.) irodalomtanár, irodalomtörténész, kritikus.

## Életútja
Középiskolai tanulmányait a sepsiszentgyörgyi Székely Mikó Kollégiumban, egyetemi tanulmányait magyar nyelv- és irodalom szakon a kolozsvári Bolyai Tudományegyetem filológiai karán végezte. 1953-tól a sepsiszentgyörgyi 1. sz. középiskolában tanított. Recenziói, műkritikái, színibírálatai, irodalomtörténeti karcolatai napilapokban és folyóiratokban jelentek meg. Az Aluta munkatársa. Mikszáth Kálmán Háromszéken című irodalmi-helytörténeti tanulmányát iskolájának folyóirata, a Gyökerek 1970-es évkönyvében közölte, a diáklapban és a Zenetudományi Írások (1980) című kötetben jelentek meg tanulmányai a sepsiszentgyörgyi sport kezdeteiről s a város zenei életéről a XIX–XX. században.
Sepsiszentgyörgyön 1997 óta a Szent György napok keretében adják át a Pro Urbe-díjakat a város azon idős személyiségeinek, akik a közösségért tevékenykedtek. 2003 májusában Berde Zoltán ny. irodalomtanár tanár is megkapta e kitüntetést.